# Paragomphus sinaiticus
Paragomphus sinaiticus là một loài chuồn chuồn ngô thuộc họ Gomphidae. Loài này có ở Ai Cập, Niger, Oman, Ả Rập Xê Út, Sudan, và Yemen. Các môi trường sống tự nhiên của chúng là sông và suối nước ngọt. Nó bị đe dọa do mất môi trường sống.